# Gatehouse of Fleet
Gatehouse of Fleet (in gaelico scozzese: Taigh an Rathaid) è un villaggio (e anticamente burgh) di circa 1.000 abitanti della Scozia sud-occidentale, facente parte dell'area amministrativa di Dumfries e Galloway (contea tradizionale: Kirkcudbrightshire) e situato lungo l'estuario del Water of Fleet
Un tempo centro industriale, la località è soprannominata la "Glasgow del sud".

## Geografia fisica
Gatehouse of Fleet si trova nella parte sud-occidentale del Dumfries e Galloway, a pochi chilometri dalla costa e a circa 6 miglia a nord-ovest di Kirkcudbright.

## Storia
Intorno all'81 d.C., il Governatore della Britannia romana Gneo Giulio Agricola ci costruì un fortino che controllasse la tribù caledone da lui da poco sottomessa, i Novanti. In seguito, questa struttura potrebbe essere stata utilizzata per riassoggettarli quando diedero problemi lungo la linea di confine del Vallo di Adriano.
Nella zona, fu realizzato un castello, il Cardoness Castle, negli anni settanta del XV secolo.
Le origini del villaggio risalgono tuttavia ad una strada, che costituisce l'antesignana della moderna autostrada A75: questa strada che attraversava il Water of Fleet, veniva chiamata in antico nordico gait. In seguito, intorno ai 1610, i signori locali, i Murray, intravedendo un'opportunità commerciale, fecero costruire lungo la strada una locanda per turisti o gait-house(da cui il nome della località).
Tra la fine del XVIII secolo e gli inizi del XIX secolo, fiorivano a Gatehouse of Fleet vari tipi di industrie, quali quella dei mulini per la produzione del cotone, quella della costruzione di navi, oltre a birrifici. In quel periodo, il villaggio di Gatehouse of Fleet era diventato anche un porto di una certa importanza, con circa 150 navi che attraccavano annualmente in loco..

## Monumenti e luoghi d'interesse
L'architettura di Gatehouse of Fleet riflette il passato industriale della località.
Tra i principali edifici d'interesse, figura il Mill of the Fleet, ora trasformato in un centro di documentazione per i visitatori.

## Società

### Evoluzione demografica
Nel 2014, la popolazione stimata di Gatehouse of Fleet era pari a circa 960 abitanti.
La località ha conosciuto quindi un lieve decremento demografico rispetto al 2011, quando la popolazione censita era pari a 986 abitanti e soprattutto rispetto al 2001, quando la popolazione censita era pari a 1.040 abitanti.

## Cultura

### Media
- Gatehouse of Fleet fu una delle location del film del 1973, diretto da Robin Hardy, The Wicker Man[6]